# فؤاد بن عبد السلام الفارسي
الدكتور فؤاد بن عبد السلام الفارسي، وزير الإعلام السعودي عام 1995م، ثم وزير للحج عام 2005م، ولد في مدينة مكة المكرمة بالمملكة العربية السعودية عام 1365هـ، الموافق 1946م.

## حياته المهنية
بدأ حياته العملية مدرسًا بكلية التجارة قسم العلوم السياسية بجامعة الملك سعود ثم أستاذًا مساعدًا بكلية التجارة قسم العلوم السياسية بجامعة الملك سعود بالرياض ليتم تعيينه بعدها وكيل وزارة الثقافة والإعلام المساعد للشؤون الإعلامية، ثم وكيل وزارة الصناعة والكهرباء لشؤون الصناعة، ثم مرة أخرى وكيل وزارة الثقافة والإعلام السعودية للشؤون الإعلامية (من عام 1984 وحتى 1995)، وتم تعيينه وزيراً للثقافة والإعلام في التشكيل الوزاري عام 1995، ثم وزيراً للحج في عام 2005 .
«الفارسي» كاتب في العديد من الصحف المحلية والعربية، وصدرت له كتب منها: «المملكة العربية السعودية: دراسة مقارنة في التنمية» باللغة الإنجليزية، و«قضايا سياسية معاصرة»، 
و«الإعلام والصراع العالمي»، و«في السياسة والإعلام وقضايا أخرى»، و«الأصالة والمعاصرة: المعادلة السعودية» باللغة الإنجليزية وأخيراً كتاب «الملك فهد بن عبد العزيز» باللغة الإنجليزية.

## المؤهلات العلمية
- ليسانس القانون من جامعة بيروت العربية.
- ماجستير في العلاقات الدولية من جامعة بورتلند/ أوريجون.
- ماجستير في الحكومات الأمريكية من جامعة ديوك/ كارولينا الشمالية.
- دكتوراه في التطور الاقتصادي والسياسي والإداري من جامعة ديوك/ كارولينا الشمالية.

## مناصبه الحكومية
- محاضر بكلية التجارة/ قسم العلوم السياسية بجامعة الملك سعود.
- أستاذ مساعد بكلية التجارة/ قسم العلوم السياسية بجامعة الملك سعود بالرياض.
- وكيل وزارة الثقافة والإعلام السعودية المساعد للشؤون الإعلامية.
- وكيل وزارة الصناعة والكهرباء السعودية لشؤون الصناعة
- وكيل وزارة الثقافة والإعلام السعودية للشؤون الإعلامية (من عام 1984 وحتى 1995).
- شارك في عضوية مجالس ادارات عدد كبير من الهيئات والمؤسسات الحكومية ومثل بلاده في العديد من التجمعات المحلية والإقليمية والدولية.
- عين وزيرا للثقافة والإعلام في التشكيل الوزاري عام 1995م.
- عين وزيرا للحج بعد تدويره مع الدكتور إياد بن أمين مدني وزير الثقافة والإعلام